# Corydoras guianensis
Corydoras guianensis és una espècie de peix de la família dels cal·líctids i de l'ordre dels siluriformes.

## Morfologia
Els mascles poden assolir els 4,2 cm de longitud total.

## Distribució geogràfica
Es troba a Sud-amèrica: rius costaners de Surinam i de la Guaiana Francesa.